# Modiolus areolatus
Modiolus areolatus is een tweekleppigensoort uit de familie van de Mytilidae. De wetenschappelijke naam van de soort is voor het eerst geldig gepubliceerd in 1850 door Gould.